# ウィッシュボーン・アッシュ
ウィッシュボーン・アッシュ（英語: Wishbone Ash）はイングランド出身のロック・バンドである。ツイン・リード・ギターのスタイルを採ったことで知られ、1970年代を通してイギリスを代表するバンドの一つとして評価を得た。
リード・ギタリストのアンディ・パウエルとテッド・ターナーは「ロック史における最も重要なギタリスト10人」（Traffic magazine 1989）「偉大なギタリスト20」（Rolling Stone magazine）に選出され、『メロディ・メイカー』誌（1972年）によって「ジェフ・ベックとジミー・ペイジがヤードバーズに加入して以来の最も興味深いツイン・ギター・バンド」と評された。

## 経歴
1966年、デヴォン州トーキーにてスティーヴ・アプトン（ドラムス）と、マーティン・ターナー（ベース、ヴォーカル）、ターナーの兄弟のグレン（ギター）がバンド（The Empty Vessels、後にTanglewoodと改名）を結成した。
やがて彼等はロンドンに進出したが、グレンが脱退したのでテッド・ターナーを迎えた。その後、パウエルが加入してツイン・リード・ギター体制が確立した。彼が加入した経緯には以下の二つの説がある。
- ギタリストのオーディションにテッド・ターナーとパウエルが現れた。バンド側がどちらを採用するか決め兼ねて、次に予定していたキーボーディストのオーディションを中止して2人を加入させた[2][3]。
- ギタリストのオーディションでテッド・ターナーを加入させて、次にキーボーディストのオーディションを行ったところ、パウエルがギタリストのオーディションであると勘違いして現れた。バンド側が試しにパウエルを交えて音を合わせてみたところ好感触が得られたため、予定を変更してキーボーディストではなくパウエルを加入させた[4]。

新しいバンド名として「ウィッシュボーン」と「アッシュ」の2つの案が上がり、マーティン・ターナーがその2つを組み合わせた「ウィッシュボーン・アッシュ」に決まった。
マイルス・コープランド3世とマネージメントの契約を結んで活動開始。同じくツイン・リード・ギター体制を取っていたオールマン・ブラザーズ・バンドとは違って、彼等はプログレッシヴ・ロック、フォーク、クラシックに強い影響を受けていた。1970年5月18日、ディープ・パープルの前座を務めた時のサウンド・チェックで、パウエルはリッチー・ブラックモアとジャム・セッションを行なった。それをきっかけに、ブラックモアは彼等をプロデューサーのデレク・ローレンスに推薦して、彼等にレコード・デビューへの道を開いた。
同年12月、MCAレコードよりデビュー・アルバム『光なき世界』（Wishbone Ash）を発表。収録曲の「フェニックス」（Phoenix）は、21世紀に入った現在でもライブで演奏される代表曲の一つである。

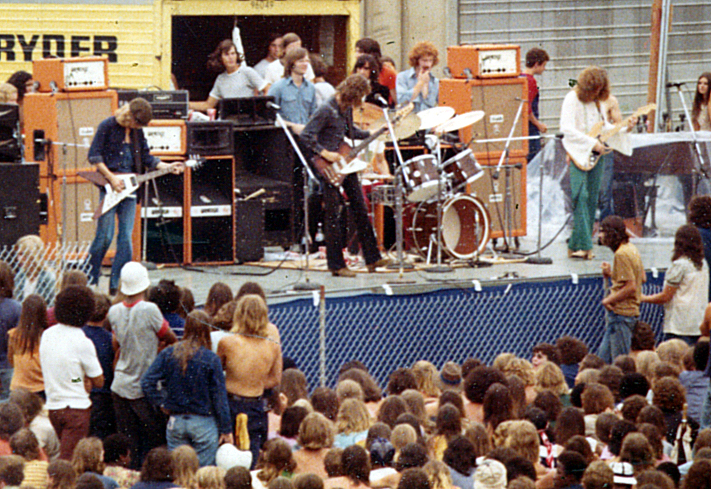
1971年のライブ

1972年に発表したサード・アルバム『百眼の巨人アーガス』（Argus）は、ツイン・リード・ギター体制の完成を果たした彼等の最高傑作と称され、全英アルバムチャートで最高3位を記録。音楽雑誌の読者投票によって「ロックのベスト・アルバム」に選出され、『メロディ・メイカー』誌のアルバム英国部門の第1位に輝いた。その音楽もさることながら、ヒプノシスによるジャケット・デザインも現在に受け継がれる傑作とされた。
1973年の『ウィッシュボーン・フォー』（Wishbone Four）は、ローレンスに代わって彼等自身がプロデュースした最初のアルバムである。同年、ライブ『ライヴ・デイト』（Live Dates）も発表。イギリスでの成功を収めた彼等はアメリカ市場への挑戦のため当地へ移住するが、その矢先にテッド・ターナーが脱退。ホームよりローリー・ワイズフィールドが加入。
1974年の『永遠の不安』（There's the Rub）ではビル・シムジク、1976年の『限りなき束縛』（Locked In）ではトム・ダウドをプロデューサーに迎え、キーボードを取り入れ、アメリカ市場を意識した音作りに転換していった。『限りなき束縛』には、ホイットニー・ヒューストンの母シシーがコーラスで参加した。
1976年の『ニュー・イングランド』（New England）では従来のスタイルに戻り、メロウで実験的な1977 年の『フロント・ページ・ニュース』（Front Page News）を最後にアメリカから撤退した。1978年からはイギリスに戻って活動。実験的なアルバムの後で、自分達のルーツに戻る事を決意し、アルバム『因果律』（no smoke without fire）でローレンスと再び組んだ。曲は主にワイズフィールドとマーティン・ターナーによって書かれた。
1980年2月、彼等は6ヶ月かけて制作した『ジャスト・テスティング』（Just Testing）を発表した。パワー・ポップなども意識した音作りを進めるが、1981年に中心的存在だったマーティン・ターナーが脱退。後任にユーライア・ヒープを脱退したジョン・ウェットンを迎えてアルバム『ナンバー・ザ・ブレイヴ』（Number the Brave）を発表。だが間も無くウェットンも脱退し、後任に同じく元ユーライア・ヒープのトレヴァー・ボルダーが参加。メンバーの出入りは激しくなるばかりで、パウエルがバンドを支え続けたものの影響力は低下する。
1987年、初期のマネージャーだったコープランド3世がI.R.S. レコードを設立し、オリジナル・メンバーにインストゥルメンタル・アルバムの制作を持ちかけた。これを機にテッド・ターナーとマーティン・ターナーが復帰して、14年振りにオリジナル編成が復活。アルバム『Nouveau Calls』が制作された。インストゥルメンタル・アルバムだった為に売り上げは低調だったものの、オリジナル・メンバーによるツアーは大好評を博し、70年代以来の大規模なものとなった。
1989年、アルバム『Here to Hear』をリリースするものの、トランス系サウンドを取り入れた作風は往年のファンから敬遠された。翌年、アプトンが音楽界からの引退を表明し、オリジナル・バンドの復活は3年弱で終焉を迎えた。1991年にマーティン・ターナー、1994年にテッド・ターナーが脱退し、その後もメンバー・チェンジが頻発した。
現在、ウィッシュボーン・アッシュに在籍しているオリジナル・メンバーは、パウエルだけである。彼等は1970年代から活動を続けているベテランのバンドには珍しく、比較的コンスタントに新作を発表しているが、ライヴで演奏するのは殆どが70年代の全盛期の曲である。

## 備考
- パウエルは、1980年代後半から90年代を除きフライングVを使用している。パウエルがこの時使用していたギターは、主にアーニー・ボール／ミュージック・マン、ポール・リード・スミス等で、当時のライヴ映像で確認できる。
- ルドルフとマイケルのシェンカー兄弟は、パウエルの憧れからフライングVを手にした。
- パウエルはルネッサンスの1973年のアルバム『Ashes Are Burning』（燃ゆる灰）に客演した。これはルネッサンスもコープランド3世のマネージメントを受けていた、という縁で実現したもの。またルネッサンスのメンバーだったジョン・タウトが『百眼の巨人アーガス』にゲスト参加した返礼でもある[8]。
- 2004年、マーティン・ターナーが"Martin Turner's Wishbone Ash"[9]を結成し活動を開始。彼等は『百眼の巨人アーガス』の再録音を行った[10]。

## 主なディスコグラフィと参加メンバー
| 年   | アルバム (邦題)                                | ギター、ボーカル   | ギター、ボーカル           | ベース、ボーカル     | ドラムス               | その他メンバー                                        |
| ---- | ---------------------------------------------- | ------------------ | -------------------------- | -------------------- | ---------------------- | ----------------------------------------------------- |
| 1970 | Wishbone Ash (光なき世界)                      | アンディ・パウエル | テッド・ターナー           | マーティン・ターナー | スティーヴ・アプトン   |                                                       |
| 1971 | Pilgrimage (巡礼の旅)                          | アンディ・パウエル | テッド・ターナー           | マーティン・ターナー | スティーヴ・アプトン   |                                                       |
| 1972 | Argus (百眼の巨人アーガス)                     | アンディ・パウエル | テッド・ターナー           | マーティン・ターナー | スティーヴ・アプトン   |                                                       |
| 1973 | Wishbone Four (ウィッシュボーン・フォー)       | アンディ・パウエル | テッド・ターナー           | マーティン・ターナー | スティーヴ・アプトン   |                                                       |
| 1973 | Live Dates(live) (ライヴ・デイト)              | アンディ・パウエル | テッド・ターナー           | マーティン・ターナー | スティーヴ・アプトン   |                                                       |
| 1974 | There's the Rub (永遠の不安)                   | アンディ・パウエル | ローリー・ワイズフィールド | マーティン・ターナー | スティーヴ・アプトン   |                                                       |
| 1976 | Locked In (限りなき束縛)                       | アンディ・パウエル | ローリー・ワイズフィールド | マーティン・ターナー | スティーヴ・アプトン   | ピート・ウッド(K)                                     |
| 1976 | New England (ニュー・イングランド)             | アンディ・パウエル | ローリー・ワイズフィールド | マーティン・ターナー | スティーヴ・アプトン   |                                                       |
| 1977 | Front Page News (フロント・ページ・ニュース)   | アンディ・パウエル | ローリー・ワイズフィールド | マーティン・ターナー | スティーヴ・アプトン   |                                                       |
| 1978 | No Smoke Without Fire (因果律)                 | アンディ・パウエル | ローリー・ワイズフィールド | マーティン・ターナー | スティーヴ・アプトン   |                                                       |
| 1979 | Live In Tokyo(live) (ライブ・イン・トーキョー) | アンディ・パウエル | ローリー・ワイズフィールド | マーティン・ターナー | スティーヴ・アプトン   |                                                       |
| 1980 | Just Testing (ジャスト・テスティング)          | アンディ・パウエル | ローリー・ワイズフィールド | マーティン・ターナー | スティーヴ・アプトン   |                                                       |
| 1981 | Number the Brave                               | アンディ・パウエル | ローリー・ワイズフィールド | ジョン・ウェットン   | スティーヴ・アプトン   |                                                       |
| 1982 | Twin Barrels Burning                           | アンディ・パウエル | ローリー・ワイズフィールド | トレヴァー・ボルダー | スティーヴ・アプトン   |                                                       |
| 1985 | Raw to the Bone                                | アンディ・パウエル | ローリー・ワイズフィールド | マービン・スペンス   | スティーヴ・アプトン   | アンドリュー・ブラウン(K)                             |
| 1987 | Nouveau Calls (instrumental album)             | アンディ・パウエル | テッド・ターナー           | マーティン・ターナー | スティーヴ・アプトン   |                                                       |
| 1989 | Here to Hear (コズミック・ジャズ)              | アンディ・パウエル | テッド・ターナー           | マーティン・ターナー | スティーヴ・アプトン   |                                                       |
| 1991 | Strange Affair (ストレンジ・アフェア)          | アンディ・パウエル | テッド・ターナー           | マーティン・ターナー | レイ・ウェストン       | ロビー・フランス(D)                                   |
| 1996 | Illuminations                                  | アンディ・パウエル | -                          | ロジャー・フルゲイト | マイク・ストゥージス   | トニー・キッシュマン(Lead vo) マーク・テンプルトン(K) |
| 1997 | Trance Visionary                               | アンディ・パウエル | -                          | -                    | -                      | マイク・ベネット(techno remix)                        |
| 1998 | Psychic Terrorism                              | アンディ・パウエル | マーク・バーチ             | ボブ・スキート       | レイ・ウェストン       | マイク・ベネット(techno remix)                        |
| 2002 | Bona Fide                                      | アンディ・パウエル | ベン・グランフェルト       | ボブ・スキート       | レイ・ウェストン       |                                                       |
| 2006 | Clan Destiny                                   | アンディ・パウエル | マディ・マンニネン         | ボブ・スキート       | レイ・ウェストン       |                                                       |
| 2007 | Power of Eternity                              | アンディ・パウエル | マディ・マンニネン         | ボブ・スキート       | ジョセフ・クラブツリー |                                                       |
| 2011 | Elegant Stealth                                | アンディ・パウエル | マディ・マンニネン         | ボブ・スキート       | ジョセフ・クラブツリー |                                                       |
| 2014 | Blue Horizon                                   | アンディ・パウエル | マディ・マンニネン         | ボブ・スキート       | ジョセフ・クラブツリー |                                                       |
| 2020 | Coat of Arms                                   | アンディ・パウエル | マーク・エイブラハムズ     | ボブ・スキート       | ジョセフ・クラブツリー |                                                       |

## 日本公演とメンバー構成
| 年   | 日時、場所                                                          | ギター、ボーカル   | ギター                     | ベース、ボーカル     | ドラムス               |
| ---- | ------------------------------------------------------------------- | ------------------ | -------------------------- | -------------------- | ---------------------- |
| 1975 | 2/15 大阪厚生年金会館, 2/21・23 中野サンプラザ                      | アンディ・パウエル | ローリー・ワイズフィールド | マーティン・ターナー | スティーヴ・アプトン   |
| 1976 | 10/2・3, /14 中野サンプラザ 10/6・7 大阪厚生年金会館 他             | アンディ・パウエル | ローリー・ワイズフィールド | マーティン・ターナー | スティーヴ・アプトン   |
| 1978 | 11/10, 11/15 東京厚生年金会館 他 (『ライブ・イン・トーキョー』音源) | アンディ・パウエル | ローリー・ワイズフィールド | マーティン・ターナー | スティーヴ・アプトン   |
| 1991 | 5/20・21 CLUB CITTA', 5/23 名古屋ボトムライン, 5/24 大阪アムホール  | アンディ・パウエル | テッド・ターナー           | マーティン・ターナー | レイ・ウェストン       |
| 2010 | 8/14・15 CLUB CITTA                                                 | アンディ・パウエル | マディ・マンニネン         | ボブ・スキート       | ジョセフ・クラブツリー |
| 2011 | 8/27 CLUB CITTA                                                     | アンディ・パウエル | マディ・マンニネン         | ボブ・スキート       | ジョセフ・クラブツリー |
| 2011 | 8/28 PROGRESSIVE ROCK FES 2011 日比谷野外音楽堂                     | アンディ・パウエル | マディ・マンニネン         | ボブ・スキート       | ジョセフ・クラブツリー |
| 2019 | 3/16・17 CLUB CITTA                                                 | アンディ・パウエル | マーク・エイブラハムズ     | ボブ・スキート       | ジョセフ・クラブツリー |